# Il est génial papy !
Pour plus de détails, voir Fiche technique et Distribution.
Il est génial papy ! est un film français réalisé par Michel Drach, sorti en 1987.

## Synopsis
Sébastien, musicien dans des boîtes de nuit miteuses, découvre un soir avec surprise qu'il est soi-disant grand-père d'un petit garçon qui porte le même prénom que lui. Ce dernier va énormément lui compliquer la vie, mais il saura gagner l'affection de son râleur de papy !

## Fiche technique
- Titre original : Il est génial papy !
- Réalisation : Michel Drach
- Scénario : Michel Drach, Jean-Claude Islert et Michel Lengliney
- Dialogues : Michel Lengliney et Jean-Claude Islert
- Photographie : Daniel Vogel
- Montage :  Koukà Bernard et Jean-François Naudon
- Costumes : Liliane Marquand
- Musique : François Chouchan
- Production : Adolphe Viezzi
- Société de production : TF1 Films Production, Cléa Productions, Port Royal Films et Les Films de la Tour
- Distribution : Gaumont
- Genre : comédie
- Durée : 1h30
- Date de sortie : France : 2 décembre 1987

## Distribution
- Guy Bedos : Sébastien Perrot
- Marie Laforêt : Louise
- Fabien Chombart : Le petit Sébastien
- Valérie Rojan : Violette
- Élisabeth Vitali : Susy
- Isabelle Mergault : Zaza
- Aladin Reibel : François
- Ginette Garcin : La concierge
- Arnaud Baret : La Gonfle
- Jean-Pierre Leclerc : L'inspecteur
- Paul Savatier : Le surveillant général
- Armand Babel : Le violoniste
- Claude Legros : L'employé EDF
- Jacques Ramade : L'employé RATP
- Marcel Philippot : Le commissaire
- Olivier Saladin : Le serveur de la brasserie
- Bernard Rosselli : Le badaud
- Gérard Martin : Le chauffeur de taxi
- Pierre Belot : Lucien
- Daniel Milgram : Le contrôleur
- Mathieu Rivollier : Le serveur Moonlight
- Olivier Saladin : Serveur restaurant
- Dimitri Radochevitch
- Frankie Pain
- Antony Rodel
- Tan Giudicelli
- Victor Oshiro
- Bruno Masure (non crédité) : Lui-même, présentateur des informations à la télévision
- Nadia Samir (non créditée) : Elle-même, speakrine à la télévision